# Денгоф, Отто Магнус фон
Граф  Отто Магнус фон Денгоф (18 октября 1665, Берлин — 14 декабря 1717, Берлин) — прусский дипломат и военный деятель.
В 1709-14 гг. выстроил по барочному проекту Жана де Бодта великолепный дворец в имении Фридрихштейн под Кёнигсбергом, принадлежавший его потомкам до 1945 года.

## Биография
Представитель польско-прусского дворянского рода Денгофов герба «Вепрь». Старший сын прусского генерал-лейтенанта Фридриха фон Денгофа (1639—1696) и баронессы Элеоноры Екатерины фон Шверин (1646—1696). Младшие братья — прусские генералы Богуслав Фридрих, Эрнест Владислав и Александр.
Первоначальное образование получил в Торуни (1679) и Познани (1681). В 1684 году совершил путешествие по Франции и Англии, затем учился в Лейденском университете. После возвращения на родину поступил на военную службу. В чине капитана прусской армии участвовал в войне Аугсбургской лиги против Франции (1688—1697), сражался под Нойсом, Кайзервертом и Бонном. В 1695 году во время осады Намырю получил несколько ранений. В октябре 1689 года получил чин подполковника. В феврале 1692 года был произведен в полковники и стал командовать отцовским полком, позднее переименованным во 2-й прусский пехотный полк.
В 1696 году после смерти своего отца Отто Магнус фон Денгоф был назначен губернатором Мемеля, камергером и бригадным генералом. В 1699 году в качестве прусского посланника и тайного советника отправился в Вену. В декабре того же года был назначен генеральным комиссаром по военным делам. В 1701 году Отто Магнус фон Денгоф стал одним из первых кавалеров учрежденного прусского ордена Чёрного орла. Будучи противником первого министра Кольбе фон Вартенберга, в 1702 году вынужден был уйти в отставку и удалился от королевского двора. Постоянно проживал в Мемеле, губернатором которого он являлся.
В сентябре 1703 года после отставки первого министра Вартенберга граф Денгоф вернулся ко двору и был произведен в генерал-майоры. В январе 1706 году получил чин генерал-лейтенанта. В 1711-1713 годах возглавлял делегацию Пруссии на мирном конгрессе в Утрехте. В 1715 году участвовал в походе прусской армии на Шведскую Померанию, в результате которого были оккупированы остров Рюген и крепость Штральзунд.

## Семья
Был дважды женат. Его первой супругой была Мария Елизавета фон Шлибен, умершая в 1698 году. Вторично женился (08.09.1701) на Вильгемине Амалии фон Дона (1686—1757), дочери графа Александра фон Дона (1661—1728). Дети от второго брака:
- Фридрих (1702—1706)
- Шарлотта Доротея Элеонора Амалия (1703—1762), жена с 1723 года графа Отто фон Шверина (1684—1755), сына тайного советника и дипломата Отто фон Шверина
- Вильгельм Людвиг (род. 1705)
- Александр Отто (1707—1707)
- Фридрих (1708—1769), подполковник пехотного полка (1742)
- Филипп Отто (1710—1798)
- Луиза Элеонора (1712—1763), жена Эрнеста Фридриха Финка фон Финкенштейна (ум. 1753)
- София Доротея (1715—1778)
- Вильгемина (1717—1719)